# Sywaśke
Sywaśke (ukr. Сиваське) – osiedle typu miejskiego na Ukrainie w rejonie nowotroickim obwodu chersońskiego.